# Stichting Internet Domeinregistratie Nederland
Stichting Internet Domeinregistratie Nederland (SIDN) ist die Verwaltungsorganisation der länderspezifischen Top-Level-Domain (ccTLD) der Niederlande mit der Bezeichnung .nl. Das Unternehmen hat seinen Verwaltungssitz in Arnhem. Im zweiten Quartal 2010 war .nl nach .de, .uk und .cn die viertgrößte ccTLD.

## Geschichte
1986 wurde die Verwaltung von .nl als eine der ersten Top-Level-Domains an eine Institution außerhalb der Vereinigten Staaten, das niederländische Centrum Wiskunde & Informatica (CWI), übertragen. Seit 1996 ist die Stichting Internet Domeinregistratie Nederland (SIDN) als Nachfolger des Centrum Wiskunde & Informatica (CWI) für .nl zuständig.
2011 hat die SIDN eine unter domjur.nl eine Datenbank mit Urteilen zur Top-Level-Domain .nl vorgestellt. Zu diesem Zwecks arbeitet die SIDN mit der juristischen Fakultät der Universität Tilburg zusammen.
Im August 2012 hat .nl die Zahl von fünf Millionen Domains erreicht, anlässlich dessen die Vergabestelle ein Video mit Glückwünschen in sozialen Netzwerken verbreitet hat. Die SIDN ist dadurch auch außerhalb der Niederlande einer breiten Öffentlichkeit bekannt geworden.